# Sviatoslav Shevchuk
Sviatoslav Shevchuk (tiếng Ukraina: Святослав Шевчук; sinh 1970) là một Đại Tổng giám mục người Ukraina của Giáo hội Công giáo Ukraina (UGCC), trực thuộc Giáo hội Công giáo Rôma. Ông được chọn vào vị trí Đại Tổng giám mục Tổng giáo phận Trung ương Kiev-Halych, tức vị thống lĩnh giáo hội Công giáo Ukraina và Chủ tịch Hội đồng Giáo hội Công giáo Ukraina vào năm 2011.
Ông được tấn phong giám mục vào năm 2009 với vị trí Giám mục Phụ tá Giáo phận Santa María del Patrocinio en Buenos Aires trước khi trở thành Giám quản Giáo phận này vào năm 2010. Sau khi được tấn phong gần hai năm và Giám quản Santa María del Patrocinio en Buenos Aires được một năm, vị giám mục trẻ tuổi Sviatoslav Shevchuk bất ngờ được chọn làm lãnh đạo của Giáo hội Công giáo Ukraina. Ông hiện là một trong bốn người mang danh hiệu Đại Tổng giám mục trên thế giới và là vị duy nhất trong số này chưa được vinh thăng hồng y.

## Linh mục
Đại Tổng giám mục Sviatoslav Shevchuk sinh ngày 5 tháng 5 năm 1970 tại Stryj, thuộc Ukraina. Sau quá trình tu học dài hạn tại các cơ sở chủng viện, ngày 21 tháng 5 năm 1994, chủng sinh Shevchuk được truyền chức phó tế, bởi Giám mục Philemon Kurchaba, C.SS.R., Giám mục Phụ tá Tổng giáo phận Trung ương Lviv của Giáo hội Công giáo Ukraina. Tân Phó tế cũng là thành viên của giáo phận này. Sau đó không lâu, ngày 26 tháng 6, Phó tế Sviatoslav Shevchuk được truyền chức linh mục, bởi Đại Tổng giám mục Tổng giáo phận Trung ương Lviv, Hồng y Myroslav Ivan Lubachivsky.
Linh mục Sviatoslav Shevchuk là một cựu sinh viên của Đại học Giáo hoàng của Thánh Tôma Aquinô Angelicum, nơi ông đã tốt nghiệp với văn bằng tiến sĩ về thần học vào năm 1999. Sau khi hoàn thành việc đào tạo thần học của mình, Shevchuk trở về thực hiện các công tác mục vụ trong vai trò được giao là Giám đốc Chủng viện Lviv. Từ năm 2002 đến năm 2005, ông là trưởng ban thư ký của  Đại Tổng Giám mục Lubomyr Husar.

## Giám mục, Đại Tổng giám mục

### Giám mục phụ tá
Ngày 14 tháng 1 năm 2009, linh mục Sviatoslav Shevchuk, 39 tuổi, được bổ nhiệm làm Giám mục Phụ tá Giáo phận Santa María del Patrocinio en Buenos Aires, nghi lễ Công giáo Ukraina, với địa phận nằm tại Argentina, với hiệu tòa được ấn định là Castra Galbæ. Lễ tấn phong cho vị giám mục trẻ tuổi được cử hành sau đó vào ngày 7 tháng 4 năm 2009, với phần nghi thức truyền chức được cử hành cách trọng thể bởi 3 giáo sĩ cấp cao. Chủ phong cho vị tân chức là Tổng giám mục Ihor Vozniak, C.SS.R., Tổng giám mục Tổng giáo phận Lviv, nghi lễ Ukraina. Hai vị còn lại, với vai trò phụ phong, gồm có Giám mục Miguel Mykycej, F.D.P., Giám mục chính tòa Giáo phận Santa María del Patrocinio en Buenos Aires và Giám mục Julian Voronovsky, Giám mục Giáo phận Sambir-Drohobych, nghi lễ Ukraina. Tân giám mục chọn cho mình châm ngôn: Господь просвѣщеніє моє і Спаситель мой.

### Giám quản
Một năm sau ngày được tấn phong chức giám mục, ông trở thành giám mục Giám quản Giáo phận Santa María del Patrocinio en Buenos Aires và giữ chức vị này trong khoảng một năm, từ ngày 10 tháng 3 năm 2010.

### Đại Tổng giám mục
Một năm sau đó, Hội đồng Giáo hội Công giáo Ukraina nhóm họp, tại đây, các giám mục của Giáo hội đã nhất trí chọn Giám mục Giám quản Santa María del Patrocinio en Buenos Aires, chưa tròn 41 tuổi, làm Đại Tổng giám mục Tổng giáo phận Trung ương Kyiv–Halyč, chức đứng đầu Giáo hội này. Như vậy, chưa đầy hai năm sau khi được tấn phong giám mục, Giám mục Sviatoslav Shevchuk đã nhanh chóng trở thành vị lãnh đạo Giáo hội Công giáo Ukraina. Đi kèm với chức Đại Tổng giám mục, ông còn đảm nhiệm vai trò Chủ tịch Hội đồng Giáo hội Công giáo Ukraina. Hai ngày sau đó, ngày 25 tháng 3, Giáo hội Công giáo Rôma chính thức chuẩn thuận sự bầu chọn này của Giáo hội Công giáo Ukraina, giáo hoàng cũng ra văn thư "bổ nhiệm" Tân Đại Tổng giám mục Sviatoslav Shevchuk. Việc nhậm chức của Tân Đại Tổng giám mục được gấp rút tiến hành và được tổ chức vào ngày 27 tháng 3 sau đó.
Vào ngày 29 tháng 3 năm 2011, Đại Tổng Giám mục Shevchuk có bài phát biểu: "Tôi đang có chuyến đi với toàn thể các giám mục cũng như các Tổng giám mục đô thành của Giáo hội Công giáo Ukriana đến Rôma, bởi vì chúng tôi có nghĩa vụ đến thăm Đức Thánh Cha", ông nói. Nói về cuộc họp báo ở Kiev, nhà lãnh đạo Giáo hội Công giáo Ukriana cho biết Thượng hội đồng Giám mục UGCC đã chuẩn bị một số đề nghị cho Giáo hoàng: "Chúng ta sẽ nói cho họ biết rằng hội thánh của chúng ta đang phát triển ra sao và việc mỗi giáo hội nên phát triển một giáo hội đứng đầu bởi cơ chế Tòa Thượng phụ, và cơ chế này là một dấu mốc cần thiết để đánh dấu sự phát triển của Giáo hội.  Trước đó, hồng y Slipyj vào những năm 1960 đã cầu xin danh hiệu thượng phụ, thay vào đó, Giáo hoàng Phaolô VI đã đáp lại bằng cách đặt ra danh hiệu mới là Đại Tổng giám mục, ban cho tất cả các đặc quyền của một thượng phụ phương Đông với người đứng đầu một hội thánh tự quản trong sự hiệp thông toàn thể.
Vào tháng 4 năm 2011, Shevchuk có phát biểu khi đến Rôma thăm Giáo hoàng Biển Đức XVI, rằng ông tin rằng ông được bầu "trái ngược với độ tuổi của ông". Ông cũng một lần nữa xin giáo hoàng xem xét công nhận cơ chế Thượng phụ cho Giáo hội Công giáo Ukraina. Ông cũng cho rằng tuổi của mình cũng không là lý do bất ngờ, khi tuổi trung bình của linh mục Giáo hội Công giáo Ukraina là khoảng 35. Trong truyền thống của chúng tôi, chúng tôi có một giáo sĩ kết hôn. Nhưng việc một số giáo sĩ có gia đình Không phải là lý do chính mà chúng tôi có rất nhiều linh mục trẻ tuổi, ông nói thêm.
Ngày 12 tháng 6 năm 2012, Đại Tổng Giám mục Shevchuk được bổ nhiệm làm thành viên Hội đồng Giáo hoàng về Thúc đẩy Thống nhất Kitô giáo.